# Kilkenny
Kilkenny (en irlandés: Cill Chainnigh) es la capital del condado de Kilkenny, en la provincia de Leinster, República de Irlanda. Situada a orillas del río Nore, se conoce a la ciudad por sus edificios medievales y su vida nocturna.
Kilkenny recibió el sobrenombre, por el que se hizo famosa, de "Ciudad del mármol" (the "Marble City") durante siglos, debido al tipo de piedra negra que se encuentra en las proximidades y que sirve de adorno a muchos de sus edificios. Actualmente, tiene una población de 8625 habitantes mientras que, incluyendo los alrededores, la cifra alcanza los 23 967. Es la ciudad más pequeña de Irlanda, tanto por su área como por su población.
Se le concedió a Kilkenny el estatuto Real en 1609 por el rey Jacobo I; su estatus como ciudad se le ha concedido más recientemente por la Sección 10(7) del gobierno local en el año 2001, aunque no tiene los privilegios administrativos de otras ciudades en la República de Irlanda, pues la administra el ayuntamiento municipal. En su famoso Kilkenny College, fundado en 1538, estudiaron George Berkeley y Jonathan Swift.

## Arquitectura

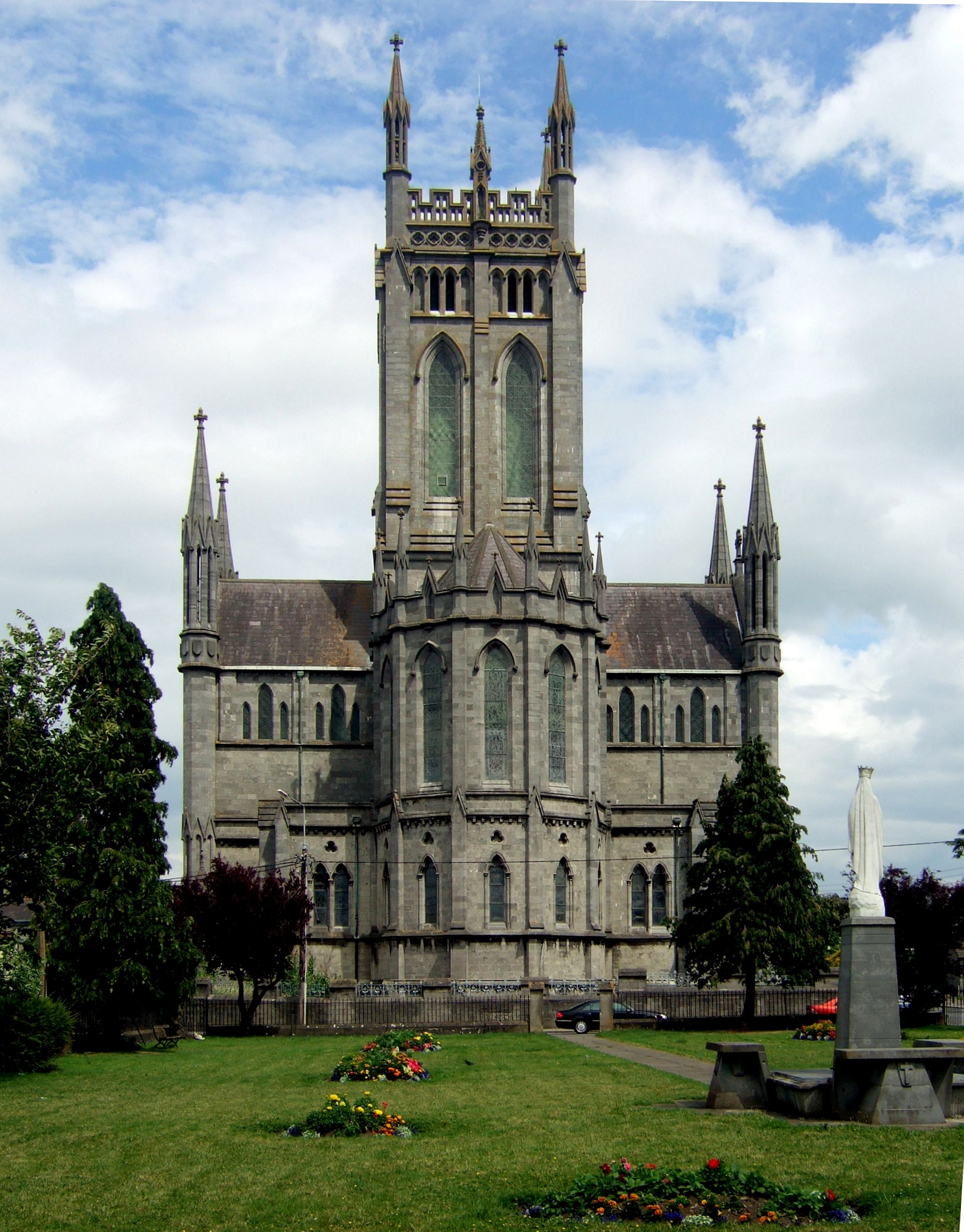
La Catedral de Santa María en Kilkenny.

La ciudad es famosa por sus muchos edificios medievales y se la conoce como "La ciudad de mármol" desde hace cientos de años, pero la piedra decorativa negra con fósiles blancos que conforma la estructura de muchos de los edificios de Kilkenny está de hecho pulida, la cual ha sido extraída de los alrededores de la ciudad desde hace cientos de años, en especial de "Black Quarry" (Cantera negra) localizada a una milla del sur de la ciudad.
En el centro de la ciudad están las catedrales de Saint Canice y de Santa María y el castillo de Kilkenny, que contiene además un excelente ejemplo de torre cilíndrica bien conservada. La iglesia dio el nombre a la ciudad (Cill Chainnigh es "Iglesia de Canice" en gaélico).

## Deportes
Kilkenny es uno de los condados más destacados en Irlanda por la práctica del antiguo juego irlandés del hurling. Este rápido y emocionante deporte, original de Irlanda, es muy popular en las regiones del sur como Leinster y Munster. Kilkenny es uno de los condados donde se pueden considerar como superestrellas ciertos jugadores como DJ Carey. El equipo local se llama Kilkenny Cats.

## Turismo

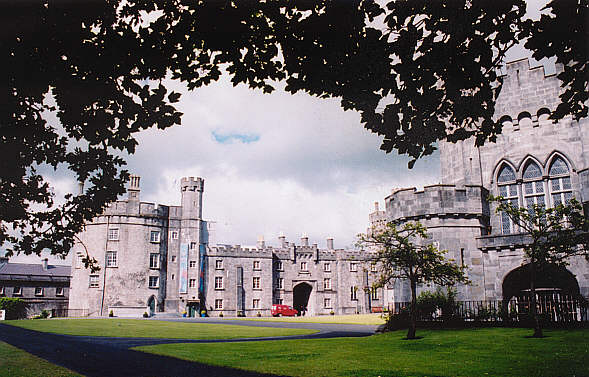
Castillo de Kilkenny.

Kilkenny es uno de los destinos turísticos más populares en Irlanda además de un destino para escapadas de fin de semana para muchos irlandeses. Su vida nocturna está bien considerada por sus visitantes, la cual se ha popularizado en los últimos años.
En Kilkenny tiene lugar el festival anual Smithwicks Cat Laughs Comedy.
Un punto de interés es el castillo de Kilkenny.